# Apsjeron (distrikt)

Distriktet Apsjeron i Azerbajdzjan

Apsjeron (azerbajdzjanska: Abşeron, ryska: Апшерон), är ett administrativt distrikt (rayon) i Azerbajdzjan Distriktet har en yta på 1 360 km² och 81 798 invånare . Den administrativa huvudorten är Xırdalan. Apsjeron grundades 1963. Distriktet ligger på Apsjeronhalvön och innesluter den del av halvön som inte upptas av stadsdistrikten Baku och Sumgjajet, samt även en större del av inlandet. 